# Vârghiș
Vârghiș es una comuna ubicada en el distrito de Covasna, Rumania.

## Superficie
Posee una superficie de 70,24 kilómetros cuadrados.

## Demografía
Hasta 2021 la población era de 1472 habitantes, con una densidad de población de 20,96 habitantes por kilómetro cuadrado.